# UGG
UGG (читается [ʌg], «аг») — марка обуви и одежды, владельцем которого является американская компания Deckers Outdoor Corporation. UGG, прежде всего, известен как бренд сапог из овчины классического стиля, но ассортимент товаров, которые маркируются данным брендом, включает ботинки, сандалии, туфли, шлёпанцы, трикотажные изделия, верхнюю одежду и сумки. Овчина, используемая для сапог бренда UGG, двусторонняя — замша снаружи и овечья шерсть внутри. Шерсть является «пористой», поэтому она сохраняет прохладу летом и тепло — зимой.

## История
Стиль сапог из овчины был изобретен австралийским сёрфингистом, Шейном Стедманом. Он разработал сапоги для обогрева ног после сёрфинга в холодных водах Австралии. В 1971 году Стедман зарегистрировал товарный знак UGH-BOOTS в Австралии, а в 1982 году он зарегистрировал товарный знак UGH.
В 1978 году ещё один австралийский сёрфингист, Брайан Смит, привёз несколько пар австралийских сапог из овчины в США и стал продавать их в Нью-Йорке и Калифорнии. В последующем Смит открыл обувную компанию «UGG Australia» в США. Обувь стала популярной среди калифорнийских сёрферов и множества голливудских звезд. В 1985 г. Смит подал заявку на регистрацию логотипа «UGG Australia» в качестве товарного знака в США, который был зарегистрирован в 1987 г.
В 1995 году американская обувная компания Deckers Outdoor Corporation приобрела компанию Смита UGG Holdings, Inc. за 15 миллионов долларов США. В 1996 году Шейн Стедман продал свои права на товарный знак UGH, зарегистрированный в Австралии, компании Deckers за £ 10 000 плюс три пары сапог UGG каждый год на протяжении всей его жизни.
Компания «Deckers Outdoor Corporation» (NASDAQ: DECK) является производителем обуви со штаб-квартирой в городе Голета, штат Калифорния, США. Свою деятельность компания начала в 1973 году как производитель сандалий под руководством Дага Отто. В настоящее время Deckers выпускает обувь под шестью брендами, помимо UGG, а именно, Teva, Simple Shoes, Sanuk, Tsubo, Ahnu и Mozo. Каждый бренд является лидером в своей категории, а бренды UGG и Teva — основатели категории. Каждый бренд имеет уникальную особенность.
- TEVA. В 1984 году Марк Тэтчер, молодой экскурсовод по реке Большого Каньона штата Аризоны изобрёл первые в мире спортивные сандалии и создал бренд TEVA. С тех пор линия обуви TEVA расширилась от сандалий до ботинок и сапог и остаётся лидером в области обуви для активного отдыха. Слово «Teva» на иврите означает природа.[5]
- SIMPLE. Simple Shoes была основана в 1991 году Эриком Мейером, родом из Калифорнии. Компания Simple была создана как хорошая небольшая обувная компания, предлагающая экологически безвредную обувь, без агрессивной рекламной и маркетинговой кампании вокруг бренда.[6]
- SANUK. Основанная в 1997 году Джеффом Келли, родом из Южной Калифорнии, компания Sanuk с творческим подходом производит неповторимого дизайна обувь для сообщества любителей активного отдыха. Название марки берёт своё происхождение от тайского слова «веселье», а обувь, выпускаемая под маркой Sanuk, совершенствуется для обеспечения большего комфорта потребителю благодаря своей функциональности.[7]
- TSUBO. Бренд TSUBO был создан Патриком МакНалти и британским дизайнером Ником O’Рорк в 1997 году и сразу стал всемирно известным брендом, продаваемым в США, Великобритании, Канаде, Франции, Бельгии, Голландии, Австрии, Японии, Гонконге и Корее. Tsubo — это обувь для города с превосходным дизайном, комфортая и функциональная. Слово «Tsubo» в переводе с японского языка означает «точка давления».[8]
- MOZO. В 1997 году американец Джим Агню основал бренд MOZO, которым маркировалась обувь для людей, которые проводили долгие часы, работая на ногах. Для изготовления обуви марки Mozo используются натуральная кожа с минимальной обработкой, прошедшая аттестацию, нескользящая подошва. Такая обувь пользуется популярностью среди кулинарных профессионалов по всей территории США. В переводе с испанского языка Mozo — это молодой человек, который помогает выполнять тяжёлую работу на ранчо.[9]
- AHNU. Марка Ahnu была основана в Северной Калифорнии в 2001 году бывшими сотрудниками Keen Footwear Джимом Ван Дайном, Жаклин Ленокс, Дженни Фредериксом и Скоттом МакГуайером. Целью продукции бренда Ahnu является достижение бескомпромиссного качества. Команда Ahnu сотрудничает с ведущими биотехниками, дизайнерами и спортсменами для создания обуви, которая обеспечит надлежащее равновесие мышечной массы тела, сцепление, гибкость, амортизацию и прочность для различных видов активной деятельности на свежем воздухе, будь то пешие туры, прогулки по пляжу или по тротуарам. Название «Ahnu» происходит из кельтской мифологии, от имени богини равновесия и благополучия.[10]

### Тенденции моды
В начале 2000-х сапоги UGG стали модной тенденцией и культурным феноменом. Большую часть популярности сапоги приобрели благодаря Опре Уинфри, известной американской личности дневного телевидения. Начиная с 2000 года Опра включила сапоги UGG в список своих «любимых вещей» рекордных пять раз в её специальных программах «Сезон отпусков». Американские звезды кино, такие как Кейт Хадсон, Сара Джессика Паркер, Дженнифер Энистон и Кэмерон Диас, были сфотографированы носящими сапоги UGG. Издание Footwear News назвало лейбл UGG «Брендом года».

## Товарный знак
Товарный знак UGG обычно располагается на прямоугольной «пластинке» на пятке сапог. Наиболее распространённым логотипом UGG являются стилизованные буквы U-G-G, выполненные готическим шрифтом, в центре с буквой «G», которая больше и перекрывает фланговые буквы.
UGG является зарегистрированным товарным знаком Deckers Outdoor Corporation в более чем 120 странах, включая США, Европу и Китай.
В начале 2000-х годов спрос на сапоги из овчины с товарным знаком UGG резко увеличился, отчасти в результате поддержки этого товара знаменитостями. Австралийские производители начали продавать через Интернет сапоги из овчины, которые маркировались идентичными или сходными до степени смешения знаками с товарным знаком UGG. Компания Deckers предприняла серьёзные усилия, чтобы предотвратить нарушение своих прав на товарный знак UGG и направила предупредительные письма австралийским производителям с просьбой о прекращении противоправных действий. Через институт разрешения споров при Международной организации по распределению номеров и имён (ICANN) конкурентам было запрещено использовать слово «ugg» в доменных именах.
Патентное ведомство Австралии предупредило австралийские компании о нижеследующем:
«Интернет предоставляет свободный доступ к глобальным рынкам и не принимает во внимание национальные границы. Если компания продаёт свой товар через Интернет, она должна учитывать законы страны, в которую продаются товары или услуги. Если вы размещаете предложение о продаже через Интернет в Австралии, которое повлечёт за собой приобретение товара из-за рубежа, то данные действия можно считать торговлей в третьи страны, что может сделать компанию уязвимой для судебных исков и дорогостоящих судебных разбирательств».
В ответ на действия Deckers австралийские производители создали Ассоциацию производителей товаров из овчины, для того чтобы совместными усилиями отвечать на требования Deckers. Австралийские компании подали иски с целью прекращения действия товарных знаков компании Deckers, зарегистрированных в Австралии. Компании «McDougall» удалось добиться отмены регистрации товарного знака UGH-BOOTS, однако только на основании неиспользования. В свою очередь, компания Luda Productions потерпела неудачу в своей попытке прекратить действие регистрации комбинированного товарного знака UGG AUSTRLIA на имя Deckers, регистрация которого была подтверждена Патентным ведомством Австралии решением 2006 года и остаётся зарегистрированным в Австралии.
В Австралии, США и Европе имели место судебные споры по поводу законности регистрации товарного знака UGG. Судебные решения в США и Нидерландах отклонили аргумент, что UGG является названием вида товара, и подтвердили законность регистраций товарного знака UGG. В судебном деле в США Deckers подали иск в суд против использования термина «ug boots» ответчиками. На что ответчики возражали, что знак UGG не может охраняться в качестве товарного знака, поскольку является названием вида товара. Суд отклонил этот аргумент, заявив, что ответчики приводили анекдотические доказательства того, что термин «ugg boots» использовался в качестве названия вида товара разными лицами в разное время. Суд указал, что ответчики игнорируют доказательство в виде опроса потребителей, предоставленного Deckers, который однозначно показывает, что знак UGG не является названием вида товара, 84 % опрошенных респондентов считают, что UGG — это товарный знак. В завершении суд указал также, что даже если термин является названием вида товара в Австралии, то это не имеет отношения к действию товарного знака UGG в США. Суд также указал, что товарный знак Deckers UGG имеет очень хорошую различительную способность.
В судебном деле в Нидерландах суд также подтвердил действительность товарного знака UGG. Суд отклонил аргумент ответчика о том, что «знак является названием вида товара в Австралии», утверждая, что нельзя констатировать факт, что термин считается таковым в Бельгии, Нидерландах и Люксембурге, основываясь лишь на мнении одной или нескольких компаний из Австралии. У суда не было оснований сомневаться, что UGG не является общеизвестным товарным знаком в странах Бенилюкса.

### Подделки
Бренд UGG стал жертвой подделок, в основном из Китая. Сайты, предлагающие контрафактную продукцию, легко создаются, и контрафакторы копируют фотографии и текст с подлинных веб-сайтов, поэтому поддельные сайты выглядят и кажутся настоящими. Правоохранительные органы прекратили действие тысяч eBay-аукционов, сайтов, продающих поддельные сапоги UGG. В США и Великобритании таможенные и правоохранительные органы конфисковали большое количество поддельных товаров UGG и других люксовых брендов.
В статье, размещённой в Glasgow Evening Times, за июль 2010 года было написано:
«Банды нарушителей наводнили Глазго контрафактной обувью… Власти на западе Шотландии изъяли сотни пар этой весьма популярной обуви…». Нэйл Колтарт, член Городского совета Глазго, заявил: «Эти ботинки поставляются в коробках, схожих с настоящими, с теми же ярлычками и этикетками, но по качеству товара видно, что это не то, что ожидают от ботинок бренда UGG… Как только обувь была вынута из красивых коробок, трудноотличимых от оригинальных, стало ясно, что она сделана не из той качественной овечьей шкуры, из которой изготавливают ботинки бренда UGG, а из искусственного меха. На некоторых ботинках товарный знак UGG был наклеен на каблук вверх ногами». Держа в руках одну пару, Колтарт заявил: «Думаю, что многие были бы сильно расстроены, купив такую обувь под маркой UGG и принеся её домой».
В 2009 году таможни США конфисковали 60 000 пар поддельных сапог UGG, а компания Deckers приняла меры против 2 500 сайтов, которые продавали подделанную продукцию, а также около 170 000 предложений на eBay, Craigslist и аналогичных сайтах.
Лия Эверт-Бёркс, директор по защите бренда UGG компании Deckers, сообщила New York Times:
«Потребитель слеп в отношении происхождения товара… Веб-сайты, занимающиеся подделками, создаются довольно легко, поскольку копируют фотографии наших акций, тексты нашего веб-сайта. Таким образом, создаётся впечатление, что сайт, продающий контрафактные товары, является сайтом компании Deckers».